# Hibiki Tamura
Pour les articles homonymes, voir Tamura.
Hibiki Tamura (田村 響, Tamura Hibiki) est un pianiste japonais, né le 15 décembre 1987 à Anjō dans la (préfecture d'Aichi).

## Biographie
Hibiki Tamura a reçu sa formation d'instrumentiste auprès de Naohito Fukaya, puis de Claudio Soares et enfin de John Christoph Lieske.
Après un troisième prix au Concours de Hamamatsu en 2006, il a obtenu en octobre 2007 le Premier grand prix du Concours international Marguerite-Long-Jacques-Thibaud (jury présidé par Aldo Ciccolini).
Cette distinction l'insère dans le cercle des grands pianistes internationaux puisqu'elle n'a été accordée qu'une dizaine de fois, à des artistes aussi réputés que Samson François, Aldo Ciccolini, Ventsislav Yankoff, Victor Eresko, Peter Frankl, Midori Nohara, Pascal Rogé, Cédric Tiberghien et Dong-Hyek Lim.